# General Medical Council
Brittiska General Medical Council (GMC) registrerar och övervakar läkare i Storbritannien. Registrering hos GMC ger en rad privilegier och skyldigheter. GMC kan dra in eller begränsa en läkares möjlighet att verka i Storbritannien om vederbörande bedöms vara olämplig.
GMC:s närmaste svenska motsvarighet är Socialstyrelsen.